# Kellyanne Conway
Kellyanne Elizabeth Conway (nacida Kellyanne Elizabeth Fitzpatrick, 20 de enero de 1967) es una gerente de campaña, estratega, y encuestadora estadounidense. Es militante del Partido Republicano, y fue jefa de campaña de Donald Trump en su campaña presidencial de 2016. En diciembre de 2016, Trump la nombró su consejera presidencial.
Es presidenta y directora ejecutiva de The Polling Company Inc./Woman Trend, y ha sido comentarista política en CNN, Fox News, Fox Business, entre otros canales. Ha participado en programas como Good Morning America, Real Time with Bill Maher, Meet the Press y Hannity.

## Estudios
Antes de entrar a la política, Conway siguió una carrera como abogada. Tras recibir su B.A. magna cum laude en Ciencia Política en 1989 por el Trinity College, en Washington D. C. (ahora Universidad Trinity Washington), donde también fue Phi Beta Kappa,  obtuvo un Juris Doctor con honores en 1992, en la Escuela de Derecho George Washington y luego fue secretaria de un juez en Washington.

## Carrera política

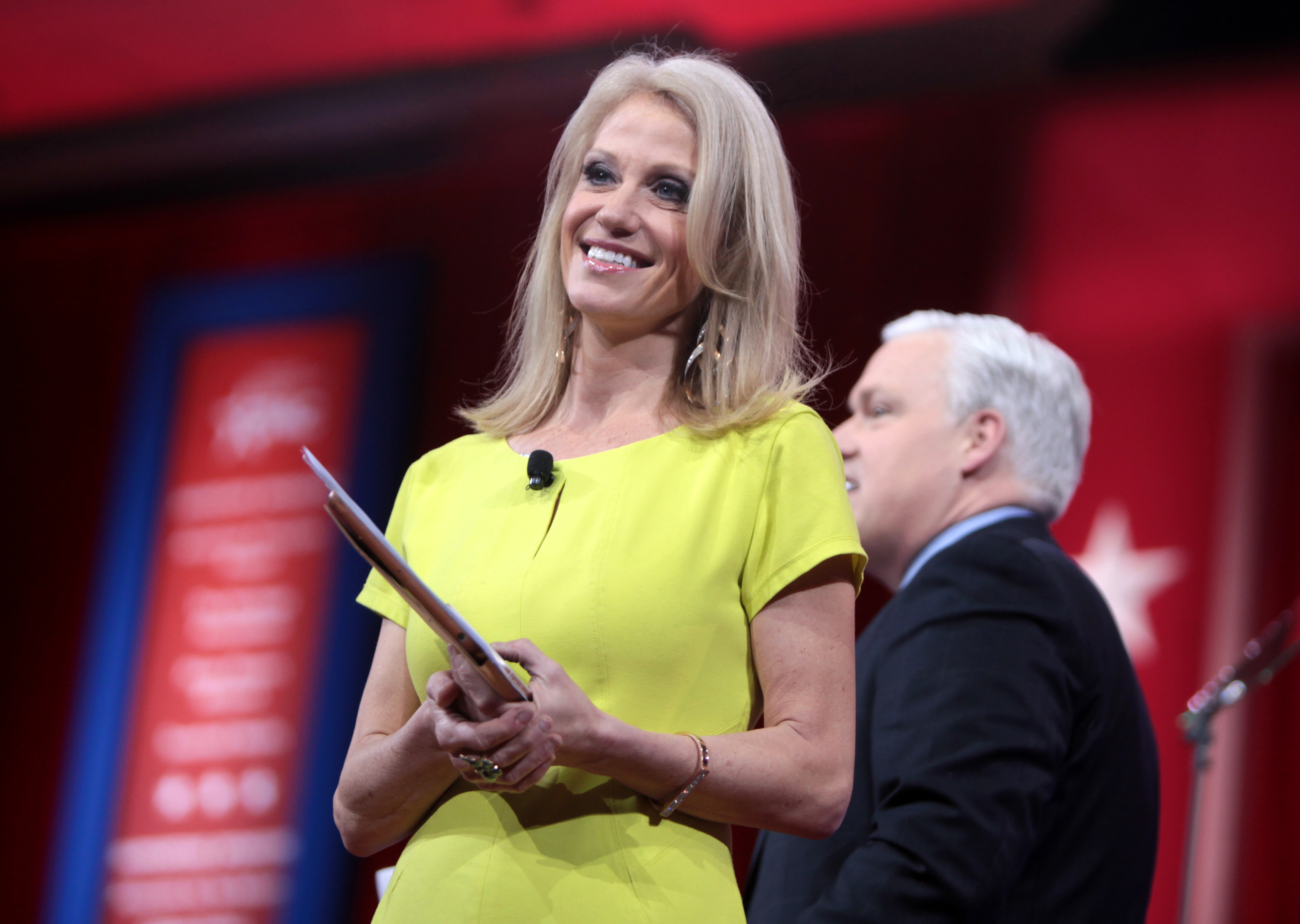
Conway en la Conservative Political Action Conference (CPAC) 2015.

Conway entró al negocio de las encuestas con Wirthlin Group, empresa de sondeo republicana, y también trabajó para Luntz Research Companies antes de fundar su propia empresa, The Polling Company, en 1995. La compañía de Conway ha consultado sobre las tendencias de los consumidores, a menudo relacionadas con las mujeres. Entre sus clientes han estado Vaseline, American Express y Hasbro.
Entre las figuras políticas para las que Conway ha trabajado están el congresista Jack Kemp, el senador Fred Thompson;  el exvicepresidente Dan Quayle, el portavoz Newt Gingrich; y el congresista (ahora vicepresidente de Estados Unidos) Mike Pence. Trabajó como consejera senior de Gingrich su campaña presidencial de 2012.
En las primarias presidenciales republicanas de 2016, apoyó inicialmente a Ted Cruz, y presidió un comité de acción política en su apoyo. Después de que Cruz suspendiera su campaña presidencial, se convirtió en la jefa de la campaña presidencial de Donald Trump el 17 de agosto de 2016. Con la victoria de Trump el 8 de noviembre, se convirtió en la primera mujer en la historia de los Estados Unidos en liderar con éxito una campaña presidencial.
El 22 de diciembre de 2016, Conway fue designada asesora presidencial por el presidente electo Donald Trump.

## Vida personal
Conway se casó con George T. Conway III en 2001. El matrimonio tiene cuatro hijos, incluyendo gemelos, y viven en Alpine, New Jersey.

## Controversias

### «Hechos alternativos»
Durante una entrevista con el programa de televisión Meet the Press, realizada dos días después de la investidura presidencial de Donald Trump, Conway usó la frase «alternative facts» («hechos alternativos») para describir las falsas declaraciones que el secretario de Prensa de la Casa Blanca Sean Spicer realizó sobre la asistencia a la ceremonia donde Trump asumió como presidente. Cuando el presentador Chuck Todd le instó a explicar por qué Spicer «pronunció una falsedad comprobable», Conway respondió: «No seas demasiado dramático sobre eso, Chuck. Estás diciendo que es una mentira, y están dando— nuestro secretario de Prensa, Sean Spicer, dio hechos alternativos a eso». Todd contestó diciendo que «Los hechos alternativos no son hechos. Son falsedades».

### La «masacre de Bowling Green»
El 2 de febrero de 2017, en una entrevista con Chris Matthews en Hardball with Chris Matthews de MSNBC, Conway describió la «masacre de Bowling Green» como un ataque llevado a cabo en Estados Unidos por terroristas que habían sido admitidos en ese país como refugiados.
Tres días antes, el 29 de enero, Conway había hecho declaraciones similares a Cosmopolitan y TMZ. Estas declaraciones no se hicieron públicas hasta después de su entrevista en MSNBC. En la entrevista con Cosmopolitan, Conway dijo que Obama había limitado la inmigración iraquí porque «dos ciudadanos iraquíes vinieron a este país, se unieron al Estado Islámico, viajaron de regreso al Medio Oriente para recibir entrenamiento y refinar sus habilidades de terrorismo, y regresaron aquí y fueron los maestros detrás de la masacre de Bowling Green que se llevó las vidas de soldados inocentes». En una breve entrevista con TMZ, dijo: «Lo hizo porque, supongo, había dos iraquíes que vinieron aquí, se radicalizaron, se unieron al Estado Islámico y luego fueron los cerebros detrás del ataque de Bowling Green a nuestros valientes soldados».